# دریاچه خار زورخنی خوخ
دریاچه خار زورخنی خوخ (انگلیسی: Khar Zurkhnii Khokh Lake) دریاچه‌ای در تزدیکی شهرک تسنخرماندال در استان خنتی کشور مغولستان است.